# 杉林陽子
杉林 陽子（すぎばやし ようこ）は、日本の元女優。

## 人物
1970年代にテレビドラマを中心に活動。
1972年、『仮面ライダー』第40話よりライダーガールズの一員・「ミカ」役で第52話まで出演した。

## 出演作品

### テレビドラマ
- 冠婚葬祭屋（1971年、NET）
- 仮面ライダー 第40話「死斗！ 怪人スノーマン対二人のライダー」 - 第52話「おれの名は怪鳥人ギルガラスだ！」（1972年、MBS） -　ミカ
- 愛のサスペンス劇場 突如として男が（1975年、NTV）
- 伝七捕物帳 第132話「真夜中の白装束」（1976年、NTV） - おつね

### 映画
- 仮面ライダー対ショッカー（1972年、東映） - ミカ

| スタブアイコン | サブスタブ | この項目は、まだ閲覧者の調べものの参照としては役立たない、俳優（男優・女優）に関連した書きかけの項目です。この項目を加筆・訂正などしてくださる協力者を求めています（P:映画/PJ芸能人）。 |